# Strombocactus disciformis
Strombocactus és un gènere de cactus l'única espècie del qual és Strombocactus disciformis, originària del nord-est i de la zona central de Mèxic: estats d'Hidalgo, Querétaro i Guanajuato.

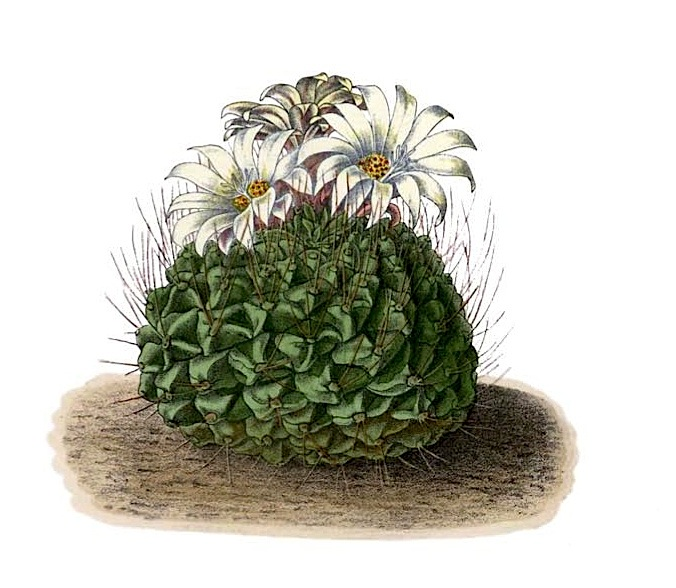
Il·lustració

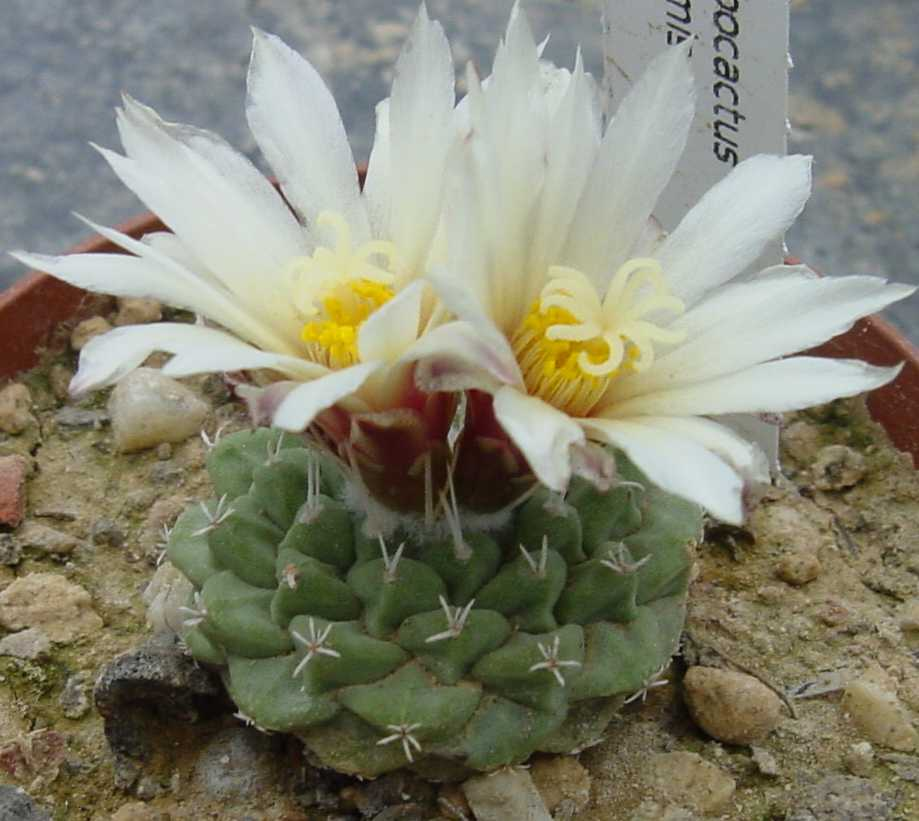
Vista de la planta

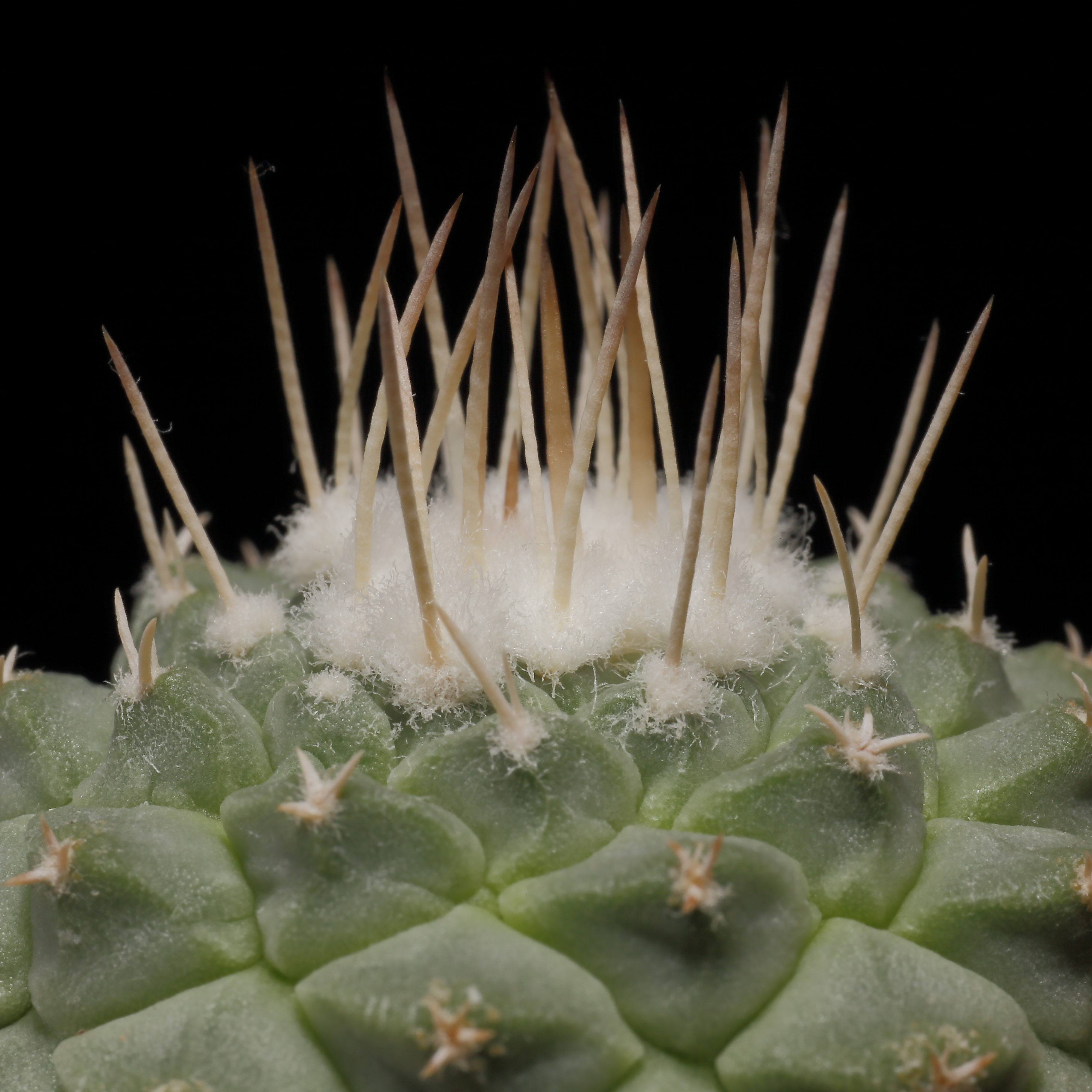
Detall

## Descripció
L'espècie presenta arrel axonomorfa i creix sobresortint pocs centímetres del sòl. La tija és verdosa grisenca i rares vegades supera 9 cm de diàmetre i de 3 a 10 cm d'altura. Té tubercles romboïdals arrugats, en espiral i molt propers entre si, de 4 a 7 mm de llarg, 7 a 11 d'ample i 4 a 7 d'altura. Les arèoles neixen en la punta dels tubercles. Les costelles apareixen en les plantes adultes, entre 11 a 20. Les espines són sedoses, 4 o 5. Les flors són cremoses, de 2 a 4 cm de diàmetre. Els fruit són vermells, escamosos, allargats (7 mm). Les llavors típiques, són marronoses, en forma de pera, 0,5 mm de llarg i 0,3 mm de diàmetre.

## Cultiu
Es multiplica mitjançant llavors. Necessita una temperatura mitjana mínima de 12 °C; ple sol; reg normal a l'estiu, sec a l'hivern. Conté alcaloides.

## Taxonomia
Strombocactus disciformis va ser descrita per (DC.) Britton & Rose i publicat a The Cactaceae; descriptions and illustrations of plants of the cactus family 3: 106–107, f. 115, 116. 1922.
Etimologia
Strombocactus: nom genèric que deriva de les paraules gregues: strombos = "giroscopi", que es refereix a la forma de les plantes a mesura que creixen amb una tapa arrodonida àmplia i estrenyent-se cap a la base en forma de petxina.
disciformis: epítet llatí
Varietats
L'espècie té diverses formes i subespècies:
- Strombocactus disciformis f. cristata
- Strombocactus disciformis ssp. esperanzae Glass & S.Arias (pulcherrimus)
- Strombocactus disciformis ssp. jarmilae (Halda) Halda

Sinonímia
Ariocarpus disciformis (DC.) Marshall
Ariocarpus disciformis ssp. jarmilae (Halda) Halda
Cactus disciformis Kuntze
Echinocactus disciformis (DC.) K.Schum.
Echinocactus turbiniformis Pfeiff.
Mammillaria disciformis DC.
Pediocactus jarmilae (Halda) Halda 
Strombocactus disciformis ssp. jarmilae (Halda) Halda
Strombocactus jarmilae Halda